# Glycéraldéhyde-3-phosphate déshydrogénase
La déshydrogénase de glycéraldéhyde-3-phosphate ou glycéraldéhyde-3-phosphate-déshydrogénase (GAPDH) est une oxydoréductase qui catalyse la réaction suivante :
|                            | + NAD+ + Pi {\displaystyle \rightleftharpoons } NADH + H+ + |
| Glycéraldéhyde-3-phosphate | 1,3-Bisphosphoglycérate                                     |

Cette enzyme intervient à la sixième étape de la glycolyse, donc dans la dégradation du glucose, qui libère de l'énergie métabolique et du pouvoir réducteur sous forme respectivement d'ATP et de NADH + H+. Outre cette fonction métabolique essentielle, on sait désormais que la GAPDH est impliquée dans plusieurs processus non métaboliques, tels que l'activation de la transcription, l'initiation de l'apoptose et le transfert de vésicules entre le réticulum endoplasmique et l'appareil de Golgi.

## Fonction métabolique
La GAPDH catalyse la seule réaction d'oxydation de la glycolyse ; elle porte sur la fonction aldéhyde du glycéraldéhyde-3-phosphate (GAP) et produit un acyl-phosphate, le 1,3-bisphosphoglycérate. La réaction d'oxydation est couplée au transfert d'un phosphate inorganique sur la molécule de GAP et à la réduction d'un NAD+ en NADH + H+.
La GAPDH catalyse également la réaction inverse lorsque la néoglucogenèse prédomine sur la glycolyse.
Le mécanisme catalytique de la GAPDH est constitué de deux étapes:
- Réaction d'oxydoréduction

Après la liaison du glycéraldéhyde-3-phosphate (GAP) sur le site actif de l'enzyme, le groupement sulfhydryle (-SH) de la cystéine 149 du site catalytique réalise une attaque nucléophile de la fonction aldéhyde du G3P et forme un thiohémiacétal intermédiaire (catalyse covalente). Le thiohémiacétal subit alors une oxydation en acyl-thioester par le NAD+ lié à l'enzyme. L'énergie fournie par l'oxydation de la fonction aldéhyde permet en plus de la réduction d'un NAD+ en NADH, la synthèse d'un thioester intermédiaire, possédant une liaison à haut potentiel énergétique. Le transfert des deux électrons et du proton entre le G3P et la NAD+ est assisté par l'histidine 176 du site catalytique de l'enzyme.
- Phosphorylation

Après remplacement du NADH formé par une nouvelle molécule de NAD+, l'acyl-thioester intermédiaire subit une attaque nucléophile par un phosphate inorganique. Un acide 1,3-bisphosphoglycérique, un anhydride mixte à haut potentiel énergétique, est libéré et l'enzyme est régénérée.
Pour un schéma du mécanisme réactionnel de la GAPDH, de Molecular Cell Biology, Lodish, H, (200) 4th edition. W. H. Freeman.
Le mécanisme de la catalyse réalisée par la GAPDH illustre comment une enzyme permet le couplage entre deux réactions chimiques (en l'occurrence une oxydation et une phosphorylation). Il illustre également comment l'énergie libérée par une réaction peut être utilisée pour générer un composé de haute énergie (ici, un composé ayant un haut potentiel de transfert de groupe phosphate). Il s'agit d'un couplage énergétique où une réaction non favorable (ou endergonique), ici la phosphorylation d'un substrat, est entraînée par une réaction favorable (ou exergonique), ici une réaction d'oxydation. Dans l'étape suivante de la glycolyse (étape 7), le haut potentiel de transfert de groupe phosphate de l'acide 1,3-bisphosphoglycérique sera utilisé pour transférer son groupe phosphate à une molécule d'ADP pour générer un ATP (autre molécule à haut potentiel de transfert de groupe phosphate).

## Caractéristiques structurales
La GAPDH est un homotétramère dont les sous-unités ont une masse moléculaire variant de 34 à 38 kDa. Une sous-unité est composée d'environ 330 acides aminés qui se replient en formant deux domaines. Le premier domaine est impliqué dans la fixation du cofacteur (NAD+) : chacune des sous-unités fixe donc une molécule de NAD+. Le second domaine est impliqué dans la fixation du substrat et dans la catalyse : ce domaine contient la cystéine 148 et l'histidine 175, deux résidus essentiels au mécanisme catalytique.

### Séquence complète
```
MGKVKVGVNGFGRIGRLVTRAAFNSGKVDIVAINDPFIDLNYMVYMFQYDSTHGKFHGTVKAENGKLVIN
GNPITIFQERDPSKIKWGDAGAEYVVESTGVFTTMEKAGAHLQGGAKRVIISAPSADAPMFVMGVNHEKY
DNSLKIISNASCTTNCLAPLAKVIHDNFGIVEGLMTTVHAITATQKTVDGPSGKLWRDGRGALQNIIPAS
TGAAKAVGKVIPELNGKLTGMAFRVPTANVSVVDLTCRLEKPAKYDDIKKVVKQASEGPLKGILGYTEHQ
VVSSDFNSDTHSSTFDAGAGIALNDHFVKLISWYDNEFGYSNRVVDLMAHMASKE
[
4
]
```

## Localisation cellulaire
L'ensemble des réactions de la glycolyse ayant lieu dans le cytosol, la GAPDH est une enzyme cytosolique. Des études de la membrane plasmique des globules rouges ont toutefois montré que certaines enzymes de la glycolyse, l'aldolase, la phosphofructokinase et la GAPDH, se lient de manière spécifique et réversible à la partie cytoplasmique de la protéine membranaire bande 3 (canal anionique).

## Fonctions non métaboliques
La GAPDH est souvent utilisée en expérimentations, afin de normaliser les résultats obtenus pour d'autres protéines cellulaires. 
Exemples : qPCR, WB, etc.

## Les autres classes de GAPDH
En plus de la GAPDH décrite précédemment, il existe deux autres classes de GAPDH qui se distinguent de la précédente par leur fonction enzymatique, leur localisation cellulaire et leur spécificité vis-à-vis du cofacteur, NAD ou NADP :
- les GAPDH chloroplastiques (EC 1.2.1.13)[5], retrouvées spécifiquement dans les chloroplastes des organismes photosynthétiques où elles interviennent dans le cycle de Calvin. Cette classe de GAPDH possède une préférence pour le NADP+, cohérente avec son implication dans une voie anabolique. Les enzymes de cette classe catalysent la déphosphorylation réductrices du 1,3-DPG en G3P en parallèle avec l'oxydation d'une molécule de NADPH ;
- les GADPH non phosphorylantes (EC 1.2.1.9)[6], cytosoliques, qui catalysent l'oxydation irréversible du G3P en 1,3-biphosphoglycérate en présence de NADP+ et d'une molécule d'eau.